# Il re muore (film)
Il re muore è un film drammatico italiano del 2019 ispirato a Riccardo II di William Shakespeare e diretto da Laura Angiulli.
Realizzato con il contributo di Regione Campania Film Commission è stato l'unico film italiano in concorso alla 66ª edizione del Taormina film fest 2020.
Il lungometraggio fa parte del Global Shakespeares Video and performance archive, archivio online del MIT (Massachusetts Institute of Technology) che raccoglie materiali video tratti da opere shakespeariane.

## Trama
Il film partendo dal dramma shakespeariano, lo rielabora, mantenendo la storia e parte del testo originale

## Produzione
Il film è stato girato prevalentemente tra Napoli e i dintorni.
Tra le location scelte figurano il Real sito di Carditello, il Complesso Monumentale Donnaregina, Castel Capuano, Castel Sant'Elmo, il Teatro Tempio di Pietravairano, la Basilica della Santissima Annunziata, la Chiesa di San Giuseppe delle Scalze, Santa Fede Liberata e il lago di Gallo Matese.

## Riconoscimenti
Il film è stato premiato per la miglior regia femminile al London Independent Film Awards 2019.